# Konradswüste
Konradswüste ist ein kleiner Ortsteil bzw. eine Siedlung am nordöstlichen Hang der Scharpenacker Berge im Wuppertaler Wohnquartier Hammesberg im Stadtbezirk Heckinghausen.

## Geschichte
Die erste schriftliche Erwähnung des Hofs Wüste (1805: Weuste, 1824: Conrads Wüste) erfolgte 1547. 1715 verzeichnete Erich Philipp Ploennies in seinem Werk Topographia Ducatus Montani den Hof.
1832 gehörte Konradswüste zur Scharpenacker Rotte des ländlichen Außenbezirks der Stadt Ronsdorf. Der laut der Statistik und Topographie des Regierungsbezirks Düsseldorf als Weiler kategorisierte Ort wurde zu dieser Zeit Conradswüste genannt und besaß zu dieser Zeit fünf Wohnhäuser und zwei landwirtschaftliche Gebäude. Zu dieser Zeit lebten 35 Einwohner im Ort, einer katholischen und 34 evangelischen Glaubens. Im Ronsdorfer Adressbuch von 1870 ist Konradswüste ebenfalls aufgeführt. Im Gemeindelexikon für die Provinz Rheinland von 1888 werden fünf Wohnhäuser mit 57 Einwohnern angegeben.
Am 24. Dezember 1936 erfolgte die Benennung einer Straße in „Konradswüste“. Des Weiteren heißt die Zufahrtsstraße aus Heckinghausen „Zur Konradswüste“, eine weitere Straße „Konradshöhe“.

## Verkehr
Die Siedlung Konradswüste wird durch die Buslinie 638 der Wuppertaler Stadtwerke tagsüber im 1-Stunden-Takt befahren. 
Einen Nachtexpress dorthin gibt es jedoch nicht.